# Fanovananewtonie
Die Fanovananewtonie oder Fanovana-Newtonie, jetzt Rostschwanzvanga (Newtonia fanovanae) ist ein auf Madagaskar endemischer Singvogel aus der Familie der Vangawürger (Vangidae).
Das Artepitheton bezieht sich auf den Fanovanawald (zwischen der Hauptstadt und der Ostküste gelegen).

## Merkmale
Dieser kleine, schlanke Vangawürger ist etwa 12 cm groß und 12 g schwer und ähnelt der Rostbauchnewtonie. Kopf, Stirn, Ohrdecken und Nacken sind grau, Rücken und Flügel grau-braun. Auf der Brust finden sich  blass-orange Flecken, auffallend ist der deutlich rötliche Schwanz, sehr ähnlich dem Weibchen des Rotschwanzvangas, aber mit schlankerem Schnabel.

## Verhalten
Fanovananewtonien ernähren sich von Insekten, die sie in Baumwipfeln entlang von Zweigen und Astenden suchen, gerne zusammen mit Rostbauchnewtonien und Timalien.

## Verbreitung und Lebensraum
Diese Art ist im tropischen und subtropischen feuchten Tieflandwald unterhalb 1000 m, meist zwischen 300 und 800 m anzutreffen.

## Gefährdungssituation
Der Bestand gilt als gefährdet (Vulnerable).